# Новый Локатуй
Новый Локатуй — упразднённая деревня в Нижнеингашском районе Красноярского края в составе Павловского сельсовета. Упразднена в 2021 г.

## География
Находится на расстоянии примерно 19 километров на юг от районного центра поселка Нижний Ингаш.

## Климат
Климат резко континентальный с продолжительной суровой, малоснежной зимой и коротким жарким летом. Среднегодовая температура воздуха составляет 0-5 градусов. На территории района преобладают ветры юго-западного направления. Вегетационный период −146 дней. Среднегодовое количество осадков — около 494 мм, наибольшее количество их выпадает в летний период. Устойчивый снежный покров устанавливается во второй половине октября, а сходит в апреле.

## Население
| 1989 | 2002 | 2010 |
| ---- | ---- | ---- |
| 34   | ↘2   | ↘1   |

Постоянное население составляло 2 человек в 2002 году (100 % русские), 1 человек в 2010 году.